# Joigny (gemeente)
Joigny is een gemeente in het Franse departement Yonne (regio Bourgogne-Franche-Comté). De plaats maakt deel uit van het arrondissement Auxerre. Joigny telde op 1 januari 2022 9.055 inwoners.

## Geschiedenis
In de 10e eeuw werd een feodale burcht gebouwd op een rotsachtige heuvel boven de Yonne. Dit gebeurde waarschijnlijk in opdracht van de graaf van Sens. In de elfde eeuw werd deze ommuurde vesting uitgebouwd met een kapel en een klooster. Aan de voet van de burcht ontstond een nederzetting die bestond uit drie parochies: Saint-André in het oosten, Saint-Jean centraal en Saint-Thibault in het westen. In de 13e eeuw kreeg Joigny een stadsmuur met vier poorten. In 1530 werd de stad getroffen door een stadsbrand. De stad, die bloeide door de handel, de bosbouw en de wijnbouw, werd heropgebouwd in renaissancestijl.
De wijn van Joigny had al in de middeleeuwen een goede reputatie. In 1776 waren er in Joigny 574 ha aan wijngaarden. Joigny werd aan het einde van de 19e eeuw zwaar getroffen door de druifluis. De wijngaarden werden opnieuw aangeplant met pinot gris en pinot noir.

## Geografie
De oppervlakte van Joigny bedroeg op 1 januari 2022 46,67 vierkante kilometer; de bevolkingsdichtheid was toen 194 inwoners per km².
De gemeente ligt aan de Yonne. Daar ligt ook het laagste punt van de gemeente met 77 meter. Het hoogste punt, Beauregard, ligt op 225 meter hoogte op het plateau du Pays d'Othe. Het noorden van de gemeente ligt in het bosgebied forêt d'Othe, met 1.123 ha aan gemeentelijk bos.
De onderstaande kaart toont de ligging van Joigny met de belangrijkste infrastructuur en aangrenzende gemeenten.

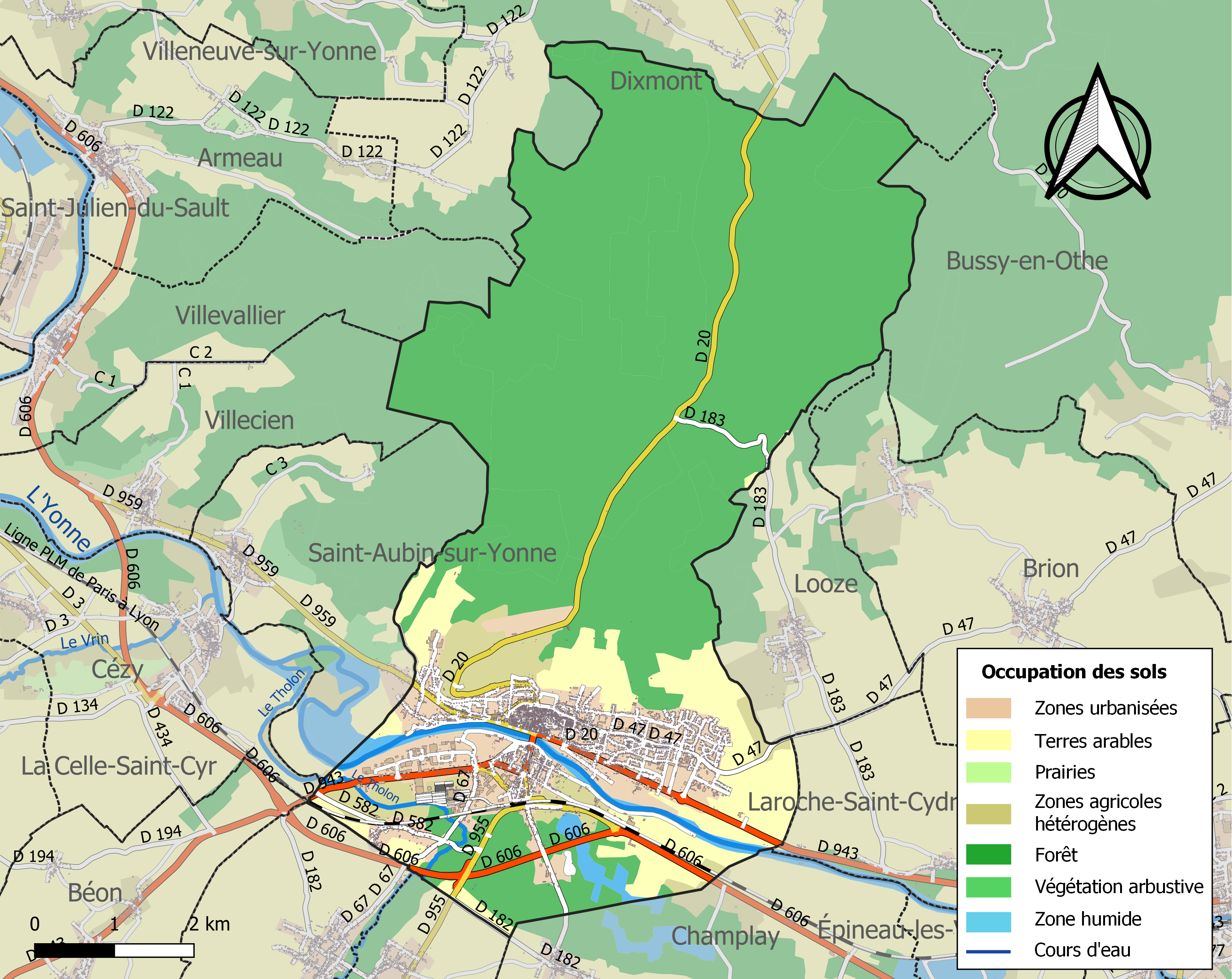

## Verkeer en vervoer
In de gemeente ligt spoorwegstation Joigny.

## Demografie
Onderstaande figuur toont het verloop van het inwonertal (bron: INSEE-tellingen).

## Bezienswaardigheden
De gemeente bezit een twintigtal beschermde monumenten. Van de middeleeuwse stadsmuur met vier poorten is enkel de Porte du Bois bewaard gebleven. De stad werd grotendeels herbouwd in renaissancestijl na de stadsbrand van 1530. Zo zijn er verschillende vakwerkhuizen uit de 16e eeuw (Maison de l'arbre de Jessé, Maison du Bailli en Maison du Pilori). Op het hoogste punt van de stad staan het Château des Gondi (1569-1613, dit kasteel kwam in de plaats van de middeleeuwse burcht) en de kerk Saint-Jean (16e eeuw). Beide werden ontworpen door architect Jean Chéreau. Andere historische religieuze gebouwen zijn de twee andere, oude parochiekerken, de kerk Saint-André (14e-16e eeuw) en de kerk Saint-Thibault (1490-1529), en de Chapelle des Ferrand, een grafkapel uit de 16e eeuw.

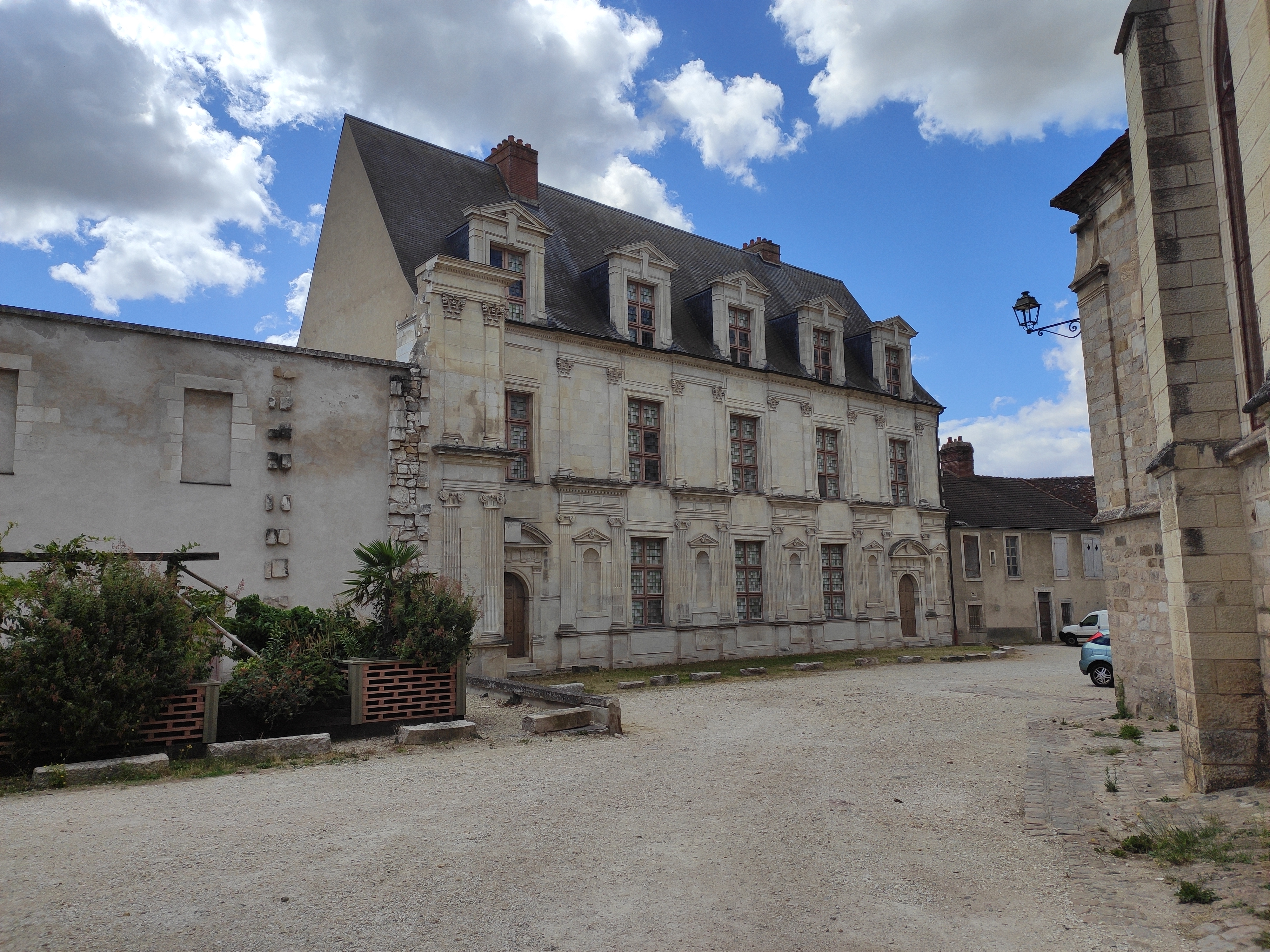
Château des Gondi
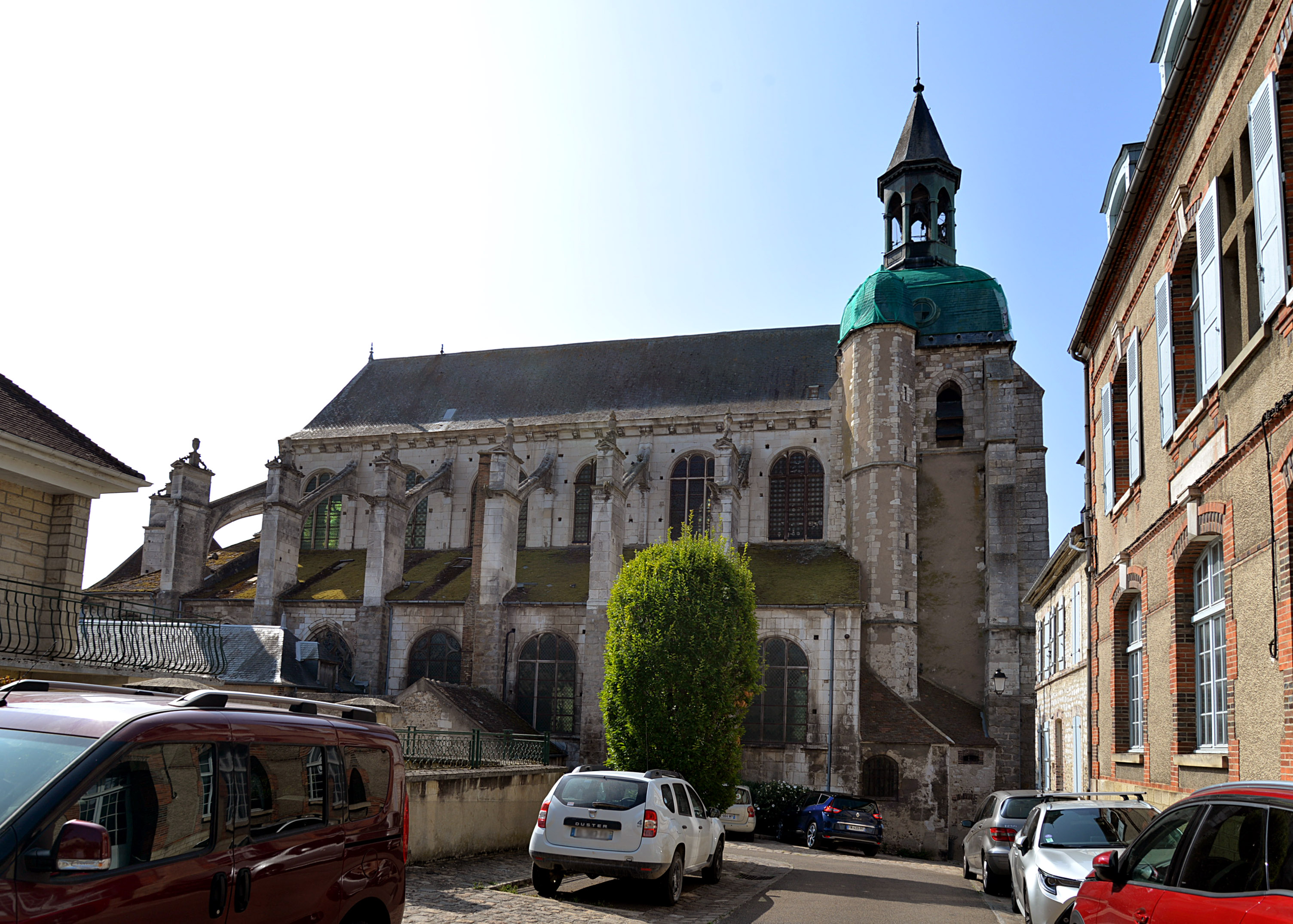
Kerk Saint-Jean
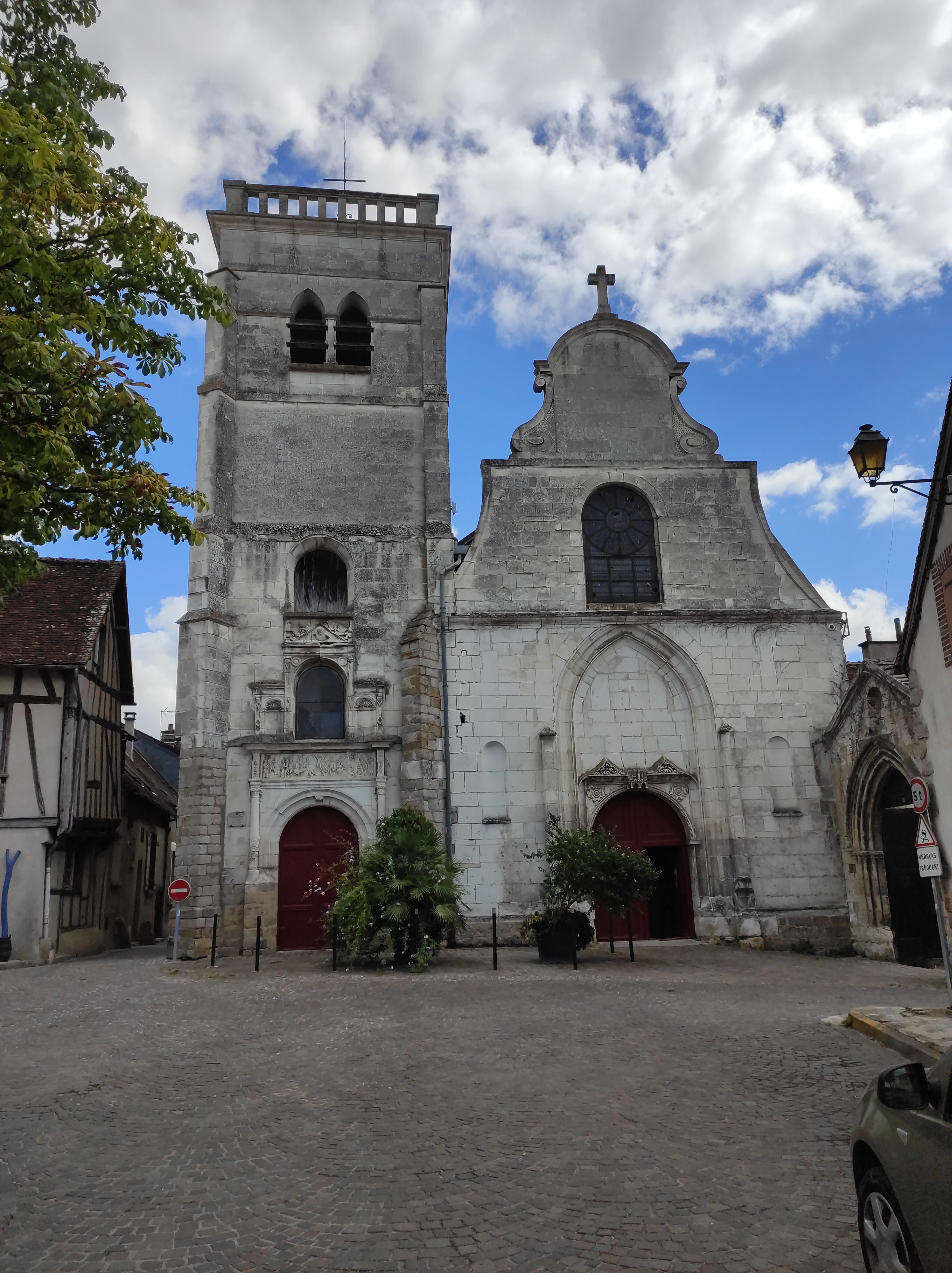
Kerk Saint-André
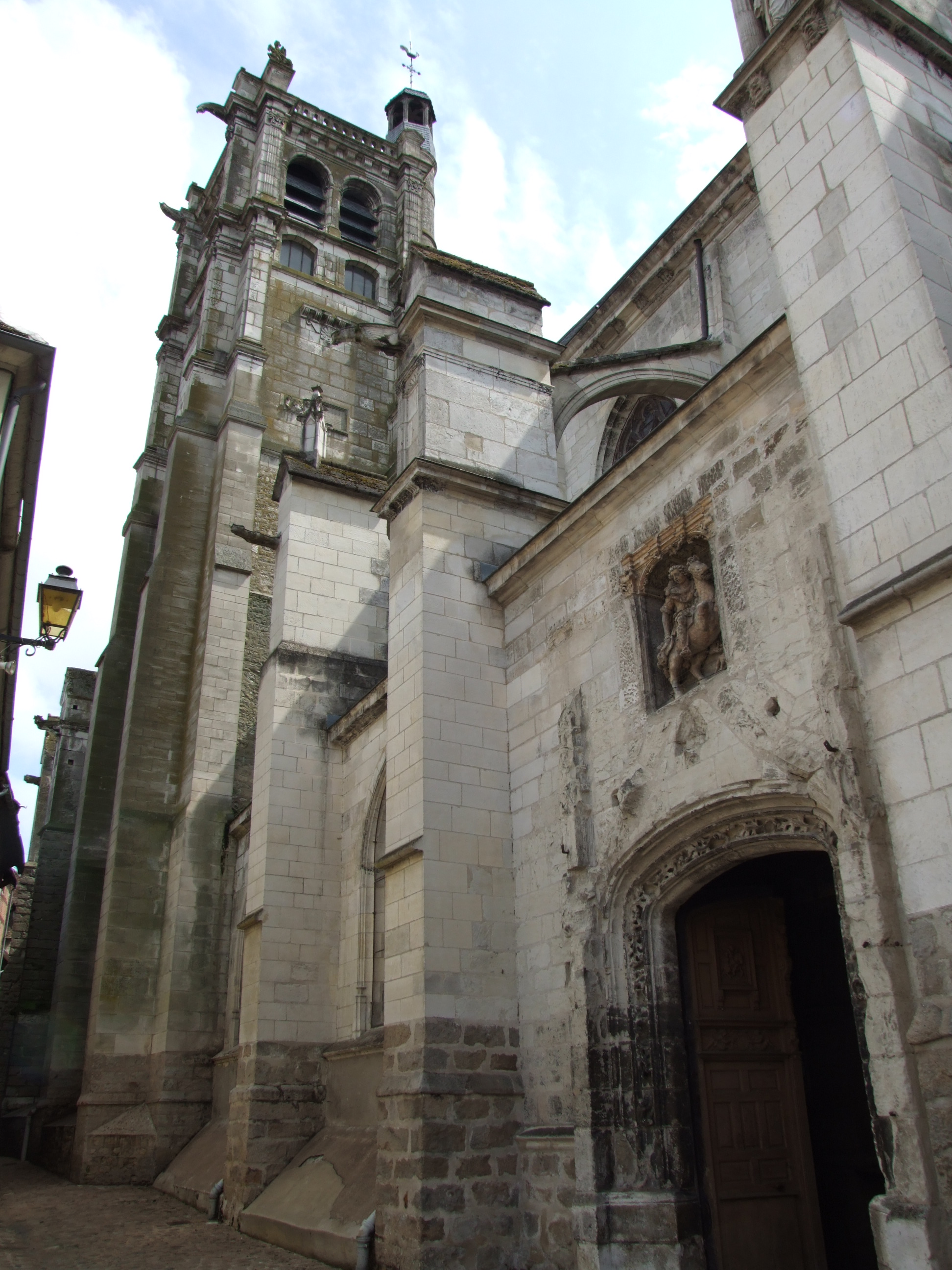
Kerk Saint-Thibault
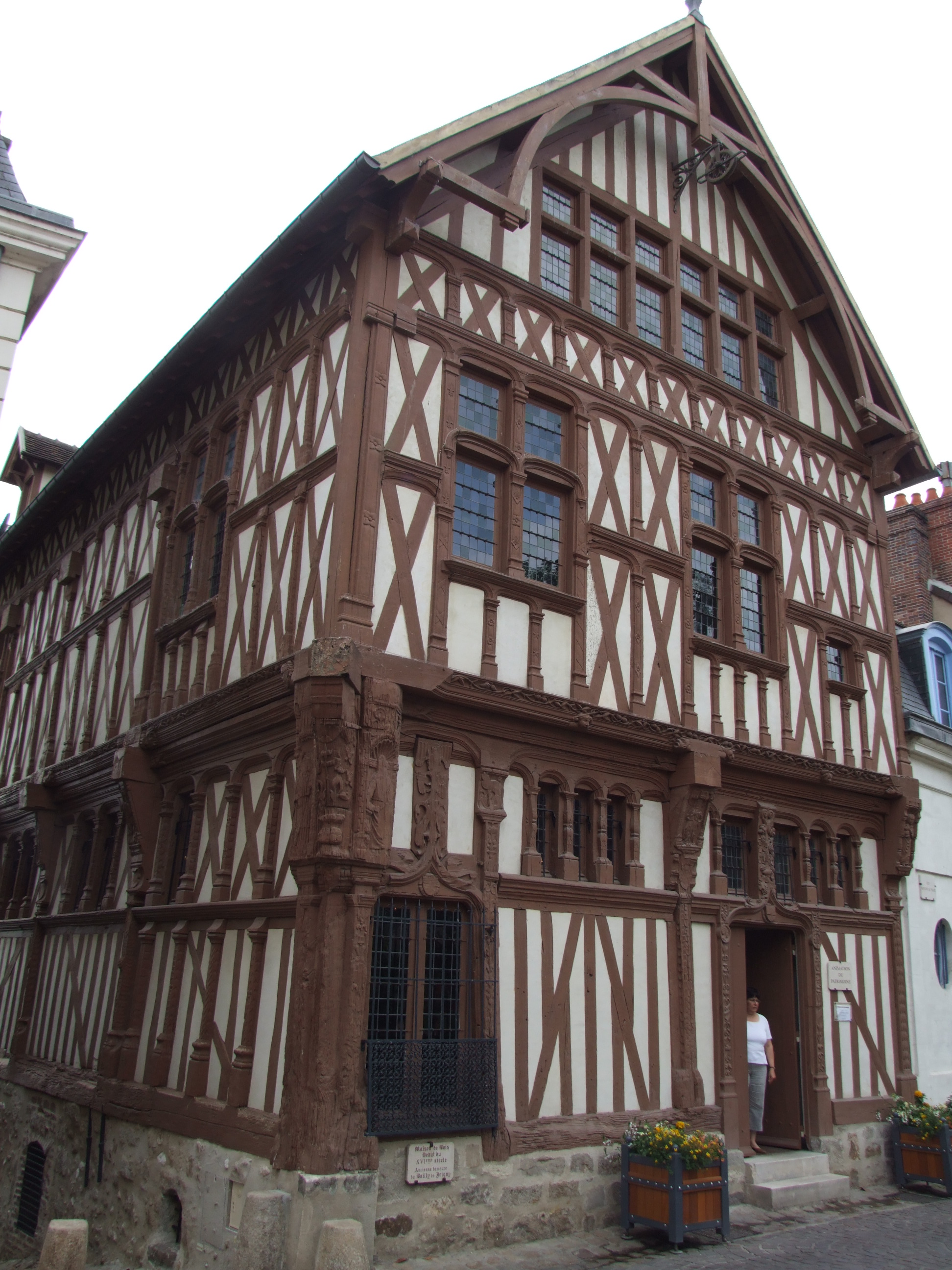
Maison du Bailli
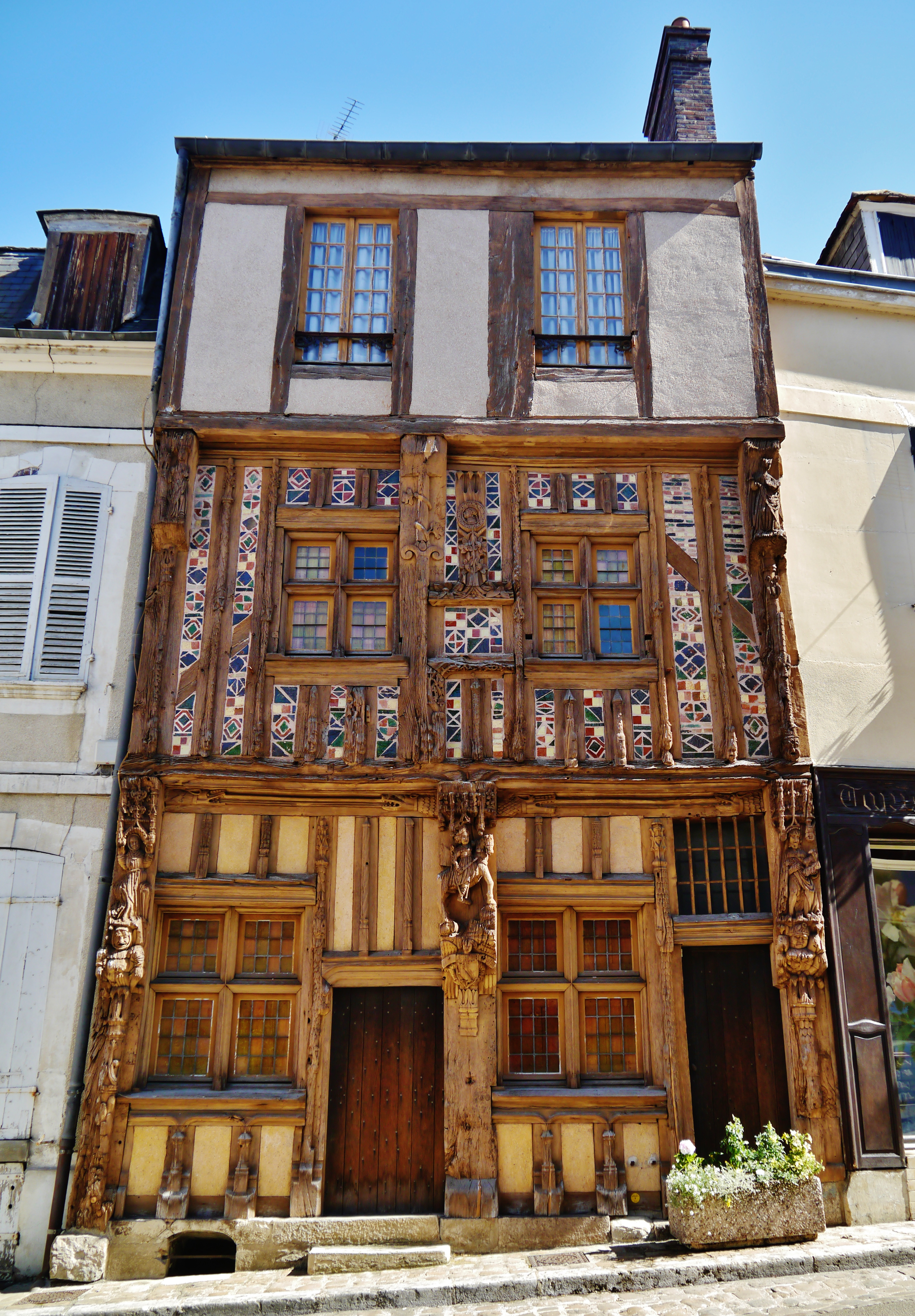
Maison du Pilori
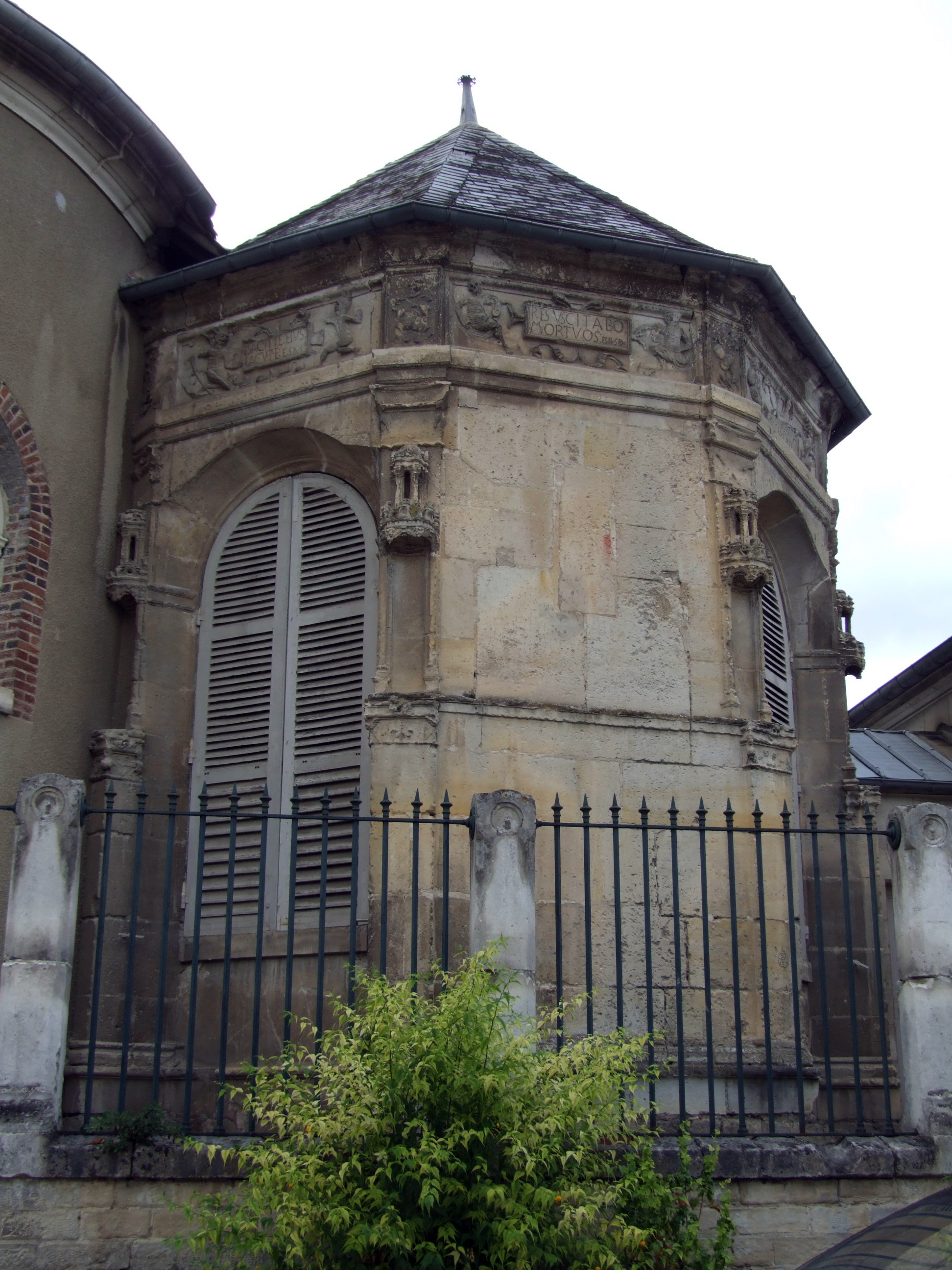
Chapelle des Ferrand

## Sport
Joigny was de finishplaats van de vierde etappe van de Tour de France 2007.

## Zustersteden
- Amelia (Italië)

## Geboren in Joigny
- Madeleine-Sophie Barat (1779-1865), kloosterstichtster en heilige
- Marcel Aymé (1902-1967), schrijver
- Ludovic Auger (1971), wielrenner
- Guillaume Auger (1976), wielrenner